# デジタルアーカイブ・ジャパン
デジタルアーカイブ・ジャパン株式会社（Digital Archive Japan,Inc.、略名：DAJ）は、日本のフォトライブラリーの中で最初にストック写真をウェブサイト上からオンラインでダウンロード販売を開始した会社。

## 会社概要
- 1998年1月22日設立
- 業務内容：映像ならびに音声などのデジタル・データ全般の配信・販売サービス。
- 従業員数：30名
- 2007年3月より、東京都目黒区から東京都品川区へ移転
- 2008年4月1日より株式会社アマナイメージズとの吸収合併により株式会社アマナイメージズへ移行

## 業務全般
- ストックフォト（ストック写真）の製造及び販売
- 新規撮影サービス

## ブランド名
- daj digital images

ナチュラルなライフスタイルからビジネス・ウェディングなどのイベントシーンまで、時代のニーズに合わせて幅広く取り揃えたバラエティ豊かなDAJのオリジナルストックフォトブランド。

## 備考
- 2006年12月にTYO（ティー・ワイ・オー）グループから現（アマナ）グループへ移籍
- 2007年11月19日から業界初のアイドルを起用したストックフォト専用サイト「I-Portfolio（アイポートフォリオ）」のサービスを開始